# L'Europeo
L'Europeo est un important hebdomadaire d'information italien lancé le 4 novembre 1945 par les rédacteurs fondateurs Gianni Mazzocchi, Arrigo Benedetti (it) et Camilla Cederna (it), qui a cessé sa publication en 1995.
Le titre est revenu dans les kiosques en 2001 et 2002 sous forme de trimestriel, puis bimensuel de 2003 à 2007 et mensuel de 2008, jusqu'à son arrêt définitif en 2013.

## Histoire
Fondé par Gianni Mazzocchi (éditeur) et Arrigo Benedetti (rédacteur en chef), le premier numéro de l'hebdomadaire est publié le 4 novembre 1945 avec un éditorial de Bertrand Russell et une présentation par le rédacteur et fondateur Arrigo Benedetti. La foliation initiale est de huit pages en feuille grand format.
La rédaction, installée à Milan, comprend des noms destinés à devenir célèbres : Tommaso Besozzi (it), Oriana Fallaci, Vittorio Gorresio, Vittorio Zincone et Giorgio Bocca. L'Europeo est un périodique hebdomadaire, dont le format de feuille, le même que dans les journaux, permet des solutions graphiques innovantes et une mise en page créative et souple. Après le succès des ventes, au cours de la première année, la foliation atteint seize pages.
En juillet 1950, Tommaso Besozzi signe une enquête sur la mort de Salvatore Giuliano. L'article lance définitivement l'hebdomadaire dans le panorama de la presse italienne. Arrigo Benedetti fait également venir à la rédaction des écrivains comme que Manlio Cancogni, Camilla Cederna et Ugo Stille (it), correspondant à New York. À partir du 24 juin 1951, le périodique adopte le procédé de l'héliogravure.
En 1953, Mazzocchi vend le titre à Angelo Rizzoli et Giorgio De Fonseca. Après seulement un an, Arrigo Benedetti démissionne de son poste d'administrateur. Son successeur est Michele Serra, qui est à son tour remplacé par Giorgio Fattori, lequel recrute de jeunes talents.
Une autre période dorée du périodique coïncide avec l'arrivée de Tommaso Giglio (it) (1966-1976), au cours de laquelle L'Europeo atteint un tirage de 230 000 exemplaires par semaine. En 1975, un format plus petit est adopté, suivant une ligne adoptée par les principaux hebdomadaires, mais à la fin des années 1970, L'Europeo connaît une période de baisse des ventes. Pour le relancer, en 1979, il est décidé de transférer la rédaction à Rome, et le 21 juin, le journal est publié avec une nouvelle mise en page graphique, un nouvel ordre de sections et une nouvelle ligne politique. Les résultats n'étant pas satisfaisants, le journal est ramené à Milan l'année suivante avec à la direction Lamberto Sechi (it), qui a mené Panorama pendant 14 ans (1965-1979), gardant un niveau de ventes satisfaisant jusqu'à son départ en 1983.
Dans la seconde moitié des années 1980, le journal commence à perdre à nouveau des lecteurs. Le magazine cesse de paraître en mars 1995, avec le directeur adjoint Daniele Protti (it). La marque reste la propriété de RCS MediaGroup qui, pour assurer la continuité du magazine, a publié quelques numéros monographiques : le premier a été publié le 20 février 1997 sous le titre Il fattore K ; le second a été publié quatre ans plus tard (avril 2001, Cinquant'anni di gialli). Ayant obtenu un succès de vente satisfaisant, l'éditeur a décidé de publier des monographies tous les trois mois. Une équipe éditoriale indépendante dirigée par Daniele Protti repropose les articles historiques de la revue, en les contextualisant et en les reliant aux événements récents. En 2003, la périodicité passe de mensuelle à bimensuelle.
Depuis février 2008, L'Europeo est distribué comme supplément mensuel facultatif du Corriere della Sera. Avec le numéro de juillet 2013, l'éditeur annonce la suspension définitive des publications.

## Orientation
L'Europeo est décrit comme un journal indépendant, laïque et libéral. Il combine les nouvelles, la politique, les arts, les histoires criminelles et le monde du divertissement. La revue fondée en 1945 et connaît son apogée au milieu des années 1940, 1950 et 1960. D'un tirage de 20 000 exemplaires à l'origine, il s'est vendu à 300 000 exemplaires dès 1947.
Le magazine accorde une attention particulière à l'image photographique et à la photographie documentaire dans la tradition du magazine Life aux États-Unis. Selon Benedetti, « Gli articoli si guardano, le fotografie si leggono » (les gens regardent les articles, mais lisent les photos).
Destiné principalement à un lectorat de la classe moyenne et familial, son rival populaire est Epoca. Son orientation politique est centriste, mais c'était aussi l'un des rares magazines lors de la guerre froide à vouloir dialoguer ouvertement avec le Parti communiste italien.

## Informations
En se concentrant sur les nouvelles et l'actualité, le magazine a réalisé des scoops, l'un des plus mémorables étant le rapport d'enquête de Tommaso Besozzi (it) en juillet 1950 sur la mort mystérieuse du bandit sicilien Salvatore Giuliano, réfutant de manière convaincante les rapports officiels sur la mort du bandit. Le titre désormais célèbre de l'article est : Di sicuro c'è solo che è morto (« La seule chose certaine, c'est qu'il est mort. »,.
En mars 1954, la revue critique l'ambassadrice des États-Unis à Rome, Clare Boothe Luce, pour intrusion dans la politique intérieure italienne, dans un discours qu'elle a prononcé en janvier à l'hôtel Mayflower à Washington. Elle avait mentionné la fraude électorale perpétrée par la gauche lors des élections de juin 1953, conseillant le gouvernement sur la manière de combattre les communistes. Après le déni de Mme Luce, un différend a éclaté entre différents journalistes dont Nicola Adelfi, auteur du scoop, Indro Montanelli et Benedetti.
En 1953, la maison d'édition Rizzoli achète la publication, alors que pendant la guerre de Corée, l'éditeur original n'est plus en mesure de couvrir les dépenses, le prix du papier étant passé de 100 à 280 lires le kilogramme. Benedetti, rédacteur en chef, quitte le magazine et lance un nouvel hebdomadaire, L'Espresso, en 1955.
Tommaso Besozzi, Enzo Biagi, Giorgio Bocca, Oriana Fallaci et Indro Montanelli, ainsi que des photographes comme Ferdinando Scianna et Oliviero Toscani ont travaillé pour la revue dans l'école de journalisme dite « Benedetti ». Le romancier Alberto Moravia a écrit des critiques de films entre 1950-1954.
La journaliste controversée Oriana Fallaci a commencé sa carrière à L'Europeo. D'abord avec des interviews de célébrités, couvrant Hollywood dans les années 1950 et 1960, mais devenant rapidement correspondant de guerre, couvrant la guerre du Vietnam, le Moyen-Orient et en 1968 le massacre de Tlatelolco au Mexique. Entre 1969 et 1972, L'Europeo publie une série d'entretiens avec des personnalités politiques comme Golda Meir, Indira Gandhi, Henry Kissinger, Yasser Arafat, Deng Xiaoping, Fidel Castro et l'ayatollah Khomeini. Ses interviews ont souvent été traduites et publiées dans les publications les plus prestigieuses du monde. Oriana Fallaci a poussé Kissinger à dire que « la guerre du Vietnam était inutile ». Kissinger a dit un jour que l'interview de Fallaci « était la conversation la plus désastreuse que j'aie jamais eue avec un membre de la presse »,.